# 内藤信貞
内藤 信貞（ないとう のぶさだ）は、江戸時代前期の陸奥国棚倉藩の世嗣。

## 略歴
2代藩主・内藤信良の長男として誕生。母は松平直基の養女（本多昌長の娘）。幼名は藤太郎。
寛文6年（1666年）徳川家綱に披露されるが、寛文13年に早世した。享年14。法名は法雲院恵林。葬地は小石川無量院（廃寺）と伝えられている。
当時信良には男児が無かったため、寛文13年（延宝元年）10月、養子として内藤弌信が迎えられ、延宝2年にその家督が継承された。